# Piotr I z Courtenay
Piotr I z Courtenay, fr. Pierre I de Courteney (ur. we wrześniu 1126, zm. 10 kwietnia 1183) – najmłodszy syn Ludwika VI Grubego, króla Francji, i jego drugiej żony Adelajdy z Maurienne, córki Humberta II Grubego, hrabiego Sabaudii. Ojciec władcy Cesarstwa Łacińskiego Piotra II de Courtenaya.

## Życiorys
Towarzyszył swoim braciom Ludwikowi VII Młodemu i Robertowi I z Dreux oraz kuzynowi Henrykowi I z Szampanii podczas II krucjaty. W tym czasie poznał również swojego przyszłego teścia Renaulda z Courtenay. W 1150 ożenił się z Elżbietą, dziedziczką Courtenay (ur. 1127, zm. wrzesień 1205), córką Renaulda i Hawisy du Donjon. Z małżeństwa z Elżbietą pochodziło siedmioro dzieci:
- Piotr II (1155–1219),
- Alicja de Courtenay (1160–1211), żona Aymera de Talliefer, hrabiego Angoulême, matka Izabeli d'Angoulême, drugiej żony Jana bez Ziemi, króla Anglii,
- Eustachia (1164–1235), żona Wilhelma de Brienne, pana Ramerupt, potem Wilhelma de Champlitte, księcia Achai, i Wilhelma I, hrabiego Sancerre,
- Klemencja, żona Gwidona VI, wicehrabiego Thiers,
- Robert (1168–1239), pan Champignelles-en-Puisaye,
- Filip,
- Konstancja, żona Gasce de Poissy, potem Wilhelma de Breteuil.

Zmarł w Palestynie w 1183 i został  pochowany w katedrze w Exeter, w Anglii.